# La Dernière Chevauchée des Dalton (téléfilm)
Pour les articles homonymes, voir Dalton.
Pour plus de détails, voir Fiche technique et Distribution.
La Dernière Chevauchée des Dalton (The Last Ride of the Dalton Gang) est un téléfilm américain de Dan Curtis diffusé le 20 novembre 1979 sur NBC.
Le téléfilm a été diffusé dans les années 1980 à la télévision française.

## Synopsis
À la suite de l'assassinat de leur frère aîné, Frank, les Dalton commencent une nouvelle vie tout en poursuivant leur quête de fortune qui finira par le raid de la ville de Coffeyville dans le Kansas. Avec à leur poursuite le détective Will Smith.

## Fiche technique
- Titre original : The Last Ride of the Dalton Gang
- Titre français : La Dernière Chevauchée des Dalton
- Réalisation : Dan Curtis
- Scénario : Earl W. Wallace
- Montage : Dennis Virkler
- Directeur de la photographie : Frank Stanley
- Décors : Ned Parsons
- Musique : Bob Cobert
- Costumes : James M. George
- Effets spéciaux de maquillage : Jack Petty
- Effets spéciaux : Howard Jensen
- Producteur : Joseph Stern
- Compagnie de Production : Dan Curtis Productions
- Compagnie de distribution : NBC
- Genre : Drame
- Pays :  États-Unis
- Durée : 180 minutes[1]
- Date de diffusion :
  -  États-Unis : 20 novembre 1979[2]

## Distribution
- Cliff Potts : Bob Dalton
- Randy Quaid : Grat Dalton
- Larry Wilcox : Emmet Dalton
- Royal Dano : Pa Dalton
- Mills Watson : Bill Dalton
- Don Collier : Frank Dalton
- Trudi Brenon : Ma Dalton
- Sharon Farrell : Flo Quick
- Matt Clark : George Newcomb
- Julie Hill : Julie Williams
- John Karlen : Charlie Powers
- Elliott Street : Potts
- Terry Kiser : Nafius
- Bo Hopkins : Billy Doolin
- John Fitzpatrick : Texas Jack Broadwell
- Eric Lawson : Willie Powers
- Dennis Fimple : Charlie Bright
- James Crittenden : Hugh McElhennie
- R.G. Armstrong : Leland Stanford
- Dale Robertson : juge Isaac Parker
- Jack Palance : Will Smith
- Harris Yulin : Jesse James
- Harry Townes : révérend Johnson
- Buff Brady : Buffalo Bill
- Dick Autry : Cole Younger